# Kabupaten Badung
Kabupaten Badung är ett kabupaten i Indonesien.   Det ligger i provinsen Provinsi Bali, i den sydvästra delen av landet, 1 000 km öster om huvudstaden Jakarta. Antalet invånare är 543 332. Arean är 420 kvadratkilometer. Kabupaten Badung ligger på ön Bali.
Terrängen i Kabupaten Badung är kuperad norrut, men söderut är den platt.